# Сакатекас (штат)
Сакате́кас (ісп. Zacatecas, ацт. Zacatecah) — штат в центральній частині Мексики.
Площа 73 252 км². Населення 1 351 200 чоловік (2005). Адміністративний центр — місто Сакатекас.

## Історія

### Період нестабільності (1825-1867)

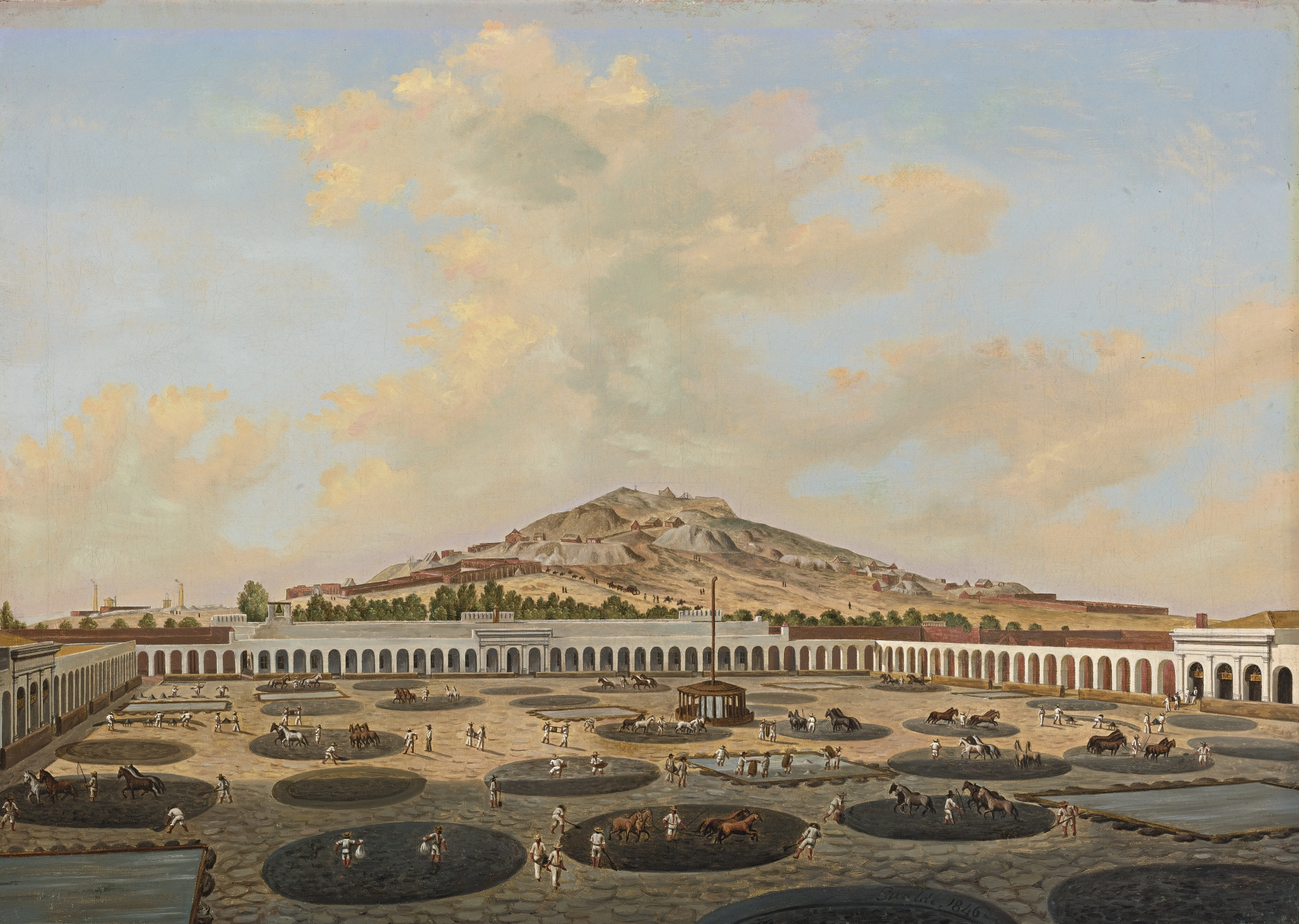
Срібні копальні на асьєнді в Фреснілло. Гравюра Пієтро Ґуальді (1846)

Наприкінці мексиканської війни за незалежність війська Мігеля Ідальго увійшли до Сакатекаса і атакували війська роялістів повністю розбивши їх. У 1824 році Сакатекас став незалежним штатом. Протягом першої половини XIX століття як і на решті територіях Мексики, час від часу відбувалися протистояння місцевих племен  з лібералами та консерваторами. У 1859 році ліберальний лідер Хесус Гонсалес Ортега захопив столицю, повністю узявши під свій контроль управління штатом. Його боротьба проти консерваторів привела до виселення багатьох католицьких священників за межі штату. У 1861 році , під час європейської інтервенції до Мексики, французи окупували Сакатекас, але через 2 роки були вигнані.
В подальші роки до кінця XIX ст. видобуток срібла поліпшив економічний стан штату -- експорт приносив 60% прибутку. Також почали розвиватися технологічні інновації такі як телеграф, телефон, електрика. Була побудована залізнична лінії, яка сполучила штат із містами Сьюдад-Хуарес,  Агуаскальєнес та Чіуауа, що дало можливість місцевому населенню виїжджати до Сполучених Штатів у XX столітті на заробітки.

### Період Порфіріо Діаса (1876—1910)
Наприкінці XIX століття в штаті Сакатекас почали розвиватися технологічні інновації, такі як телеграф, телефон та електрика. Було побудовано залізничний шлях, який сполучав Сакатекас з іншими штатами Мексики. Сполучення поїздів надало можливість вільного виїзду до таких міст як Сьюдад-Хуарес, Агуаскальєнтас Чіуауа, що також не перешкоджало виїжджати до США.

### Революція (1910—1917)

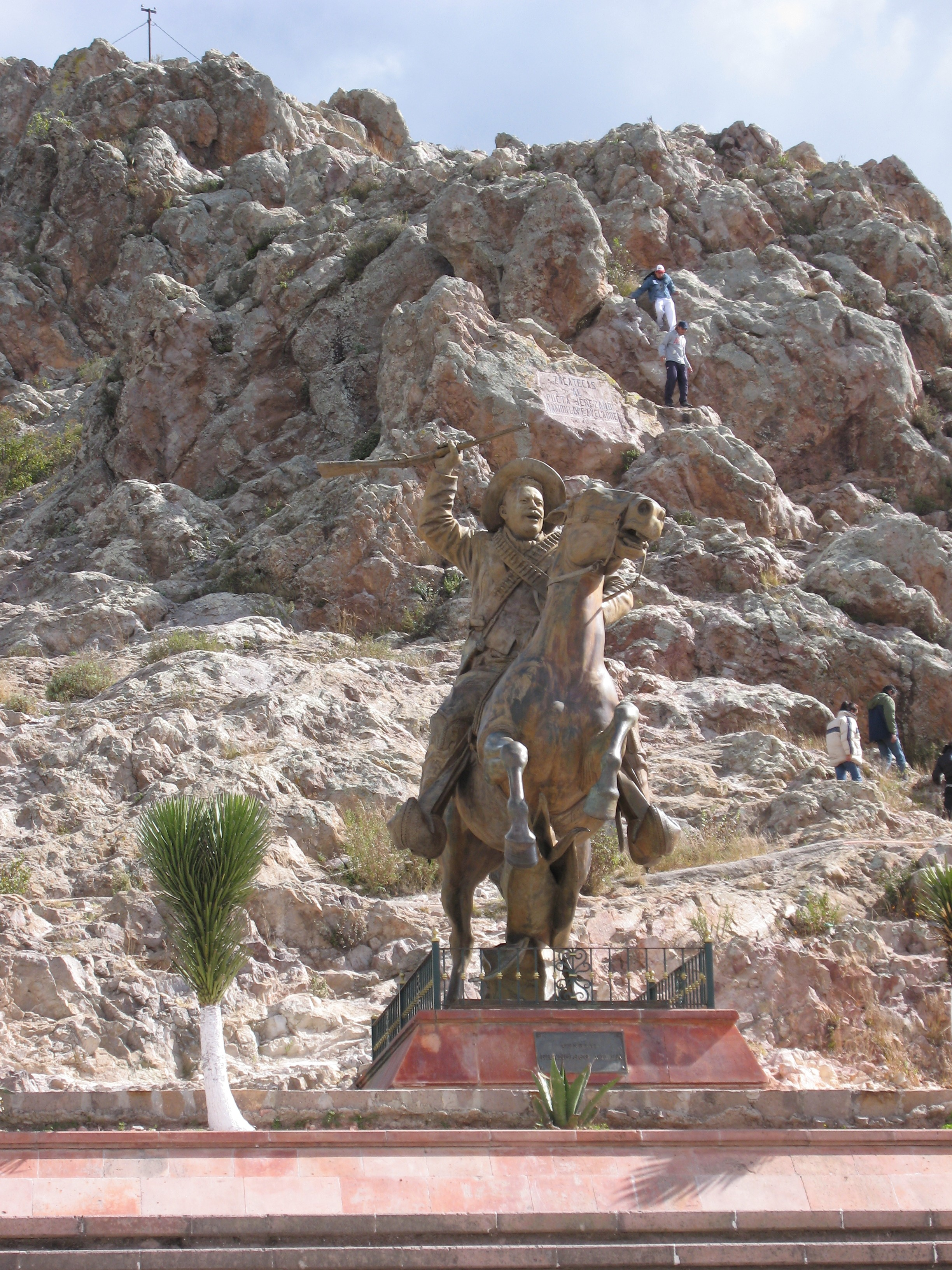
Пам'ятник Франсіско Вільї в Серро-де-ла-Буфа

В період революції 1910-1917 років у Сакатекасі відбулася одна з важливих вирішальних битв (битва відома під назвою ісп. La Toma de Zacatecas). У червні 1914 року поблизу столиці штату відбувся бій поміж федеральними військами Вікторіано Уерти та революційними загонами Франціско Вілья, внаслідок якого загинуло близько 7000 солдатів та близько 5000 чоловік було поранено. Все ж таки загонам Вільї вдалося перемогти 12-тисячне військо Уерти. Після цих подій місце битви отримало статус героїчного міста (ісп. Heróica Ciudad). Біля підніжжя гори Серро-де-ла-Буфа був встановлений пам'ятник відважному революціонеру Панчо Вілья.

### Наш час
У 1993 році ЮНЕСКО визначили  історичний центр Сакатекас як об'єкт всесвітньої спадщини. З 1998 по 2004 рік у штаті запрацював проєкт щодо розширення автомобільного шляху, який сполучає штати поміж собою.

## Економіка штату
Головний прибуток штату — це гірничодобувна промисловість, що становить 13% ВВП штату та 9% всієї країни. Сакатекас багатий на мінеральні руди — тут видобувають свинець, цинк і мідь з невеликими кількостями золота та срібла, а також неметалеві мінерали, такі як каолініт, воластоніт, малахіт, флюорит та барит. У штаті є п'ятнадцять видобувних районів, з яких найважливішими є Фресільо, Сакатекас, Консепсіон-дель-Оро, Сомбререте та Чалхіхітес, а також Нора-де-Анхелес. 21% видобутку золота та 53,2% срібла в країні припадає на Сакатекас. Дві найбільші срібні копальні розміщені в Сакатекас. 17% світового видобутку срібла припадає на Сакатекас.